# Díszítő programtervezési minta
Az objektumorientált programozásban (OOP) a díszítő programtervező minta egy olyan programtervezési minta, amely lehetővé teszi adott objektumokhoz más viselkedések hozzáadását akár statikusan, akár dinamikusan anélkül, hogy hatással lenne az azonos osztályból származó többi objektumra. A díszítő gyakran alkalmas arra is, hogy a program megfeleljen az egyértelmű felelősség elvének, mivel lehetővé teszi a felelősségek egyértelmű felosztását különböző osztályok között.

## Bevezetés

Díszítő minta UML osztály diagramja

A díszítő minta arra használható, hogy kiterjeszthető legyen (díszítés) számos objektum funkcionalitása statikusan vagy néhány esetben futási időben, függetlenül más azonos osztályhoz tartozó példányoktól, mindehhez alapozást nyújtva tervezési időben.
Mindez megvalósítható egy új díszítő osztály tervezésével, amely becsomagolja az eredeti osztályt. A becsomagolás megvalósítható a következő lépések sorozatával:
1. hozzunk létre egy "díszítő" osztályt az eredeti "komponens" alosztályaként (lásd az UML diagramot);
2. a díszítő osztályban adjunk hozzá egy komponens referenciát mezőként;
3. adjunk át egy komponenst a díszítő osztály konstruktorának, hogy kezdő értékkel töltse fel a komponens referenciát;
4. a díszítő osztályban minden "Komponens" metódust irányítsunk át a "Komponens" referenciára és
5. a konkrét díszítő osztályban felüldefiniálhatjuk bármelyik Komponens metódust, amelyik viselkedését módosítani szükséges.

Ezt a mintát arra tervezték, hogy többszörös díszítőket lehessen egymásra halmozni a másik tetején, minden alkalommal új funkcionalitást adva hozzá a felüldefiniált metódus(ok)hoz.
Jegyezzük meg, hogy a díszítők és az eredeti osztály objektum közös funkcionalitás halmazon osztoznak. A fenti diagramban az "operation()" metódus elérhető a díszítőkben és a díszített objektumban egyaránt.
A díszítő jellegzetességek lehetnek metódusok, tulajdonságok, vagy egyéb tagok, melyeket általában egy interfész deklarál, vagy osztály öröklődés definiál, amelyet a díszítők megosztanak egymás közt és a díszítő objektum között. A fenti példában a "Komponens" osztályt örökli mind a konkrét komponens, mind a díszítőből (Decorator) származó alosztályok.
A díszítő minta alternatívája az alosztályok képzésének. Az alosztályok képzésével viselkedések adhatók hozzá fordítási időben, és a változás kihat az eredeti osztály összes példányára, míg a díszítő minta használatával futási időben biztosítható új viselkedés egyéni objektumok számára.
Ez a különbség akkor válik nagyon fontossá, amikor sokféle független módon lehetséges a funkcionalitás kiterjesztése. Néhány objektumorientált programozási nyelvben az osztályok létrehozása futási időben nem lehetséges, és tipikusan nem lehetséges megjósolni tervezési időben, hogy a kiterjesztések milyen kombinációjára lesz szükség később. Ez azt jelentené, hogy egy új osztálynak el kéne készíteni az összes lehetséges kombinációját. Ezzel szemben a díszítők objektumok, melyek futási időben jönnek létre, kombinálhatók használat előtt. Az I/O folyamok megvalósítása mind a Java-ban, mind a .NET keretrendszerben alkalmazza a díszítő mintát.

## Motiváció

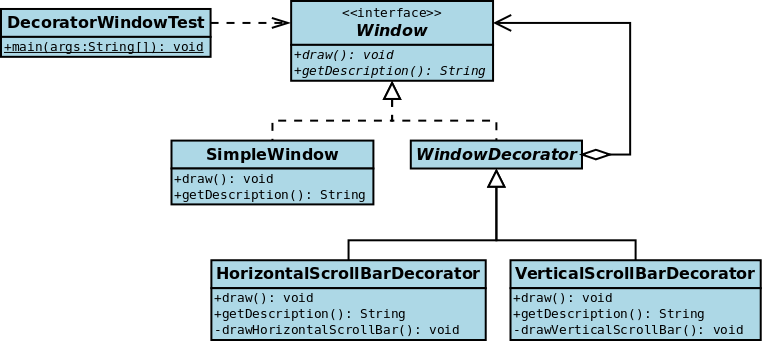
Windows példa UML Diagramja

Példaként vegyünk egy ablakot egy ablakozó rendszerben. Ahhoz, hogy egy ablak tartalmát görgetni tudjuk, szükség lehet arra, hogy megfelelő vízszintes ill. függőleges görgetősávot adjunk hozzá. Tegyük fel, hogy az ablakokat a Window osztály példányai reprezentálják, és tegyük fel, hogy ennek az osztálynak nem létezik görgetősáv hozzáadás funkcionalitása. Készíthetünk alosztályt ScrollingWindow néven, amely ellátja ezt a feladatot, vagy készíthetünk egy ScrollingWindowDecorator-t, amely hozzáadja ezt a funkcionalitást a létező Window objektumokhoz. Ezen a ponton, bármelyik megoldás megfelelő lenne.
Most tegyük fel, hogy szeretnénk olyan képességet is, amely keretet ad hozzá az ablakunkhoz, de az eredeti Window osztálynak nincs támogatása ehhez sem. A ScrollingWindow alosztály problémával kerül szembe, mert valójában egy új típusú ablakot hoz létre. Ha szeretnénk keretet hozzáadni az összes ablakhoz, új osztályokat kell létrehoznunk WindowWithBorder (keretes ablak) és ScrollingWindowWithBorder (görgetősávos keretes ablak) néven. Nyilvánvalóan ez a probléma rosszabbra fordul minden új tulajdonság hozzáadásakor. A díszítő megoldás esetén csak egyszerűen készítünk egy új BorderedWindowDecorator-t (keretes ablak díszítőt) — futási időben, díszíthetjük a létező ablakot ScrollingWindowDecorator-ral (görgethető ablak díszítővel) vagy BorderedWindowDecorator-ral (keretes ablak díszítővel), vagy mindkettővel, igény szerint.
Megjegyzendő, hogy az előző példában a "SimpleWindow" és "Window" osztályok megvalósítják a "Window" interfészt, amely definiálja a "draw();" metódust és a "getDescription();" metódust. Ezek szükségesek ebben a felállásban, hogy díszíteni tudjuk az ablak vezérlőt.
Egy másik jó példa, ahol a díszítő használata kívánatos lehet, pl. ha egy objektum tulajdonságainak, ill. metódusainak az elérését korlátozni szükséges néhány szabály halmaz szerint, vagy esetleg számos párhuzamosan használt szabály halmaz szerint (pl. különböző felhasználói hitelesítések esetén, stb.). Ebben az esetben az eredeti objektumban az elérések szabályozásának megvalósítása helyett az változatlanul hagyható, és bárminemű korlátozástól mentesen használható. Az eredeti objektum becsomagolható egy elérést szabályozó díszítő objektumba, amely kizárólagosan szolgálhatja ki az eredeti objektum interfészének egy megengedett részhalmazát.

## Használata
A díszítő lehetővé teszi a viselkedés futásidejű hozzáadását. Ha számítani kell a többalakúságra (polimorfizmus), és még egy interfészt kell figyelembe venni, akkor az illesztő programtervezési minta használható; ha pedig le kell egyszerűsíteni a viselkedést, akkor a homlokzat programtervezési minta jelenthet segítséget.

## Példák

### Java

#### Első példa (ablak/görgetés esete)
A következő Java példa illusztrálja a díszítők használatát az ablak/görgetés esetén.
```
// a Window interfész osztály

public
 
interface
 
Window
 
{

    
public
 
void
 
draw
();
 
// ablak rajzolás

    
public
 
String
 
getDescription
();
 
// visszaadja az ablak leírását

}

// egy egyszerű ablak kiterjesztése görgetősáv nélkül

class
 
SimpleWindow
 
implements
 
Window
 
{

    
public
 
void
 
draw
()
 
{

        
//ablak rajzolása

    
}

    
public
 
String
 
getDescription
()
 
{

        
return
 
"simple window"
;

    
}

}

```

A következő osztályok díszítőket tartalmaznak az Window osztályhoz, beleértve a díszítő osztályokat magukat is.
```
// absztrakt díszítő osztály, amely megvalósítja a Window interfészt

abstract
 
class
 
WindowDecorator
 
implements
 
Window
 
{

    
protected
 
Window
 
decoratedWindow
;
 
// the Window being decorated

    
public
 
WindowDecorator
 
(
Window
 
decoratedWindow
)
 
{

        
this
.
decoratedWindow
 
=
 
decoratedWindow
;

    
}

    
public
 
void
 
draw
()
 
{

        
decoratedWindow
.
draw
();
 
//delegation

    
}

    
public
 
String
 
getDescription
()
 
{

        
return
 
decoratedWindow
.
getDescription
();
 
//delegation

    
}

}

//az első konkrét díszítő, amely vízszintes görgetősáv funkcionalitást ad hozzá

class
 
VerticalScrollBarDecorator
 
extends
 
WindowDecorator
 
{

    
public
 
VerticalScrollBarDecorator
 
(
Window
 
decoratedWindow
)
 
{

        
super
(
decoratedWindow
);

    
}

    
@Override

    
public
 
void
 
draw
()
 
{

        
super
.
draw
();

        
drawVerticalScrollBar
();

    
}

    
private
 
void
 
drawVerticalScrollBar
()
 
{

        
// draw the vertical scrollbar

    
}

    
@Override

    
public
 
String
 
getDescription
()
 
{

        
return
 
super
.
getDescription
()
 
+
 
", including vertical scrollbars"
;

    
}

}

//a második konkrét díszítő, amely horizontális görgetősáv funkcionalitást ad hozzá

class
 
HorizontalScrollBarDecorator
 
extends
 
WindowDecorator
 
{

    
public
 
HorizontalScrollBarDecorator
 
(
Window
 
decoratedWindow
)
 
{

        
super
(
decoratedWindow
);

    
}

    
@Override

    
public
 
void
 
draw
()
 
{

        
super
.
draw
();

        
drawHorizontalScrollBar
();

    
}

    
private
 
void
 
drawHorizontalScrollBar
()
 
{

        
// draw the horizontal scrollbar

    
}

    
@Override

    
public
 
String
 
getDescription
()
 
{

        
return
 
super
.
getDescription
()
 
+
 
", including horizontal scrollbars"
;

    
}

}

```

Íme a teszt program, ami létrehoz egy olyan Window példányt, amely teljesen díszített (azaz vízszintes és függőleges görgetősávval rendelkezik), és kiírja a leírásukat:
```
public
 
class
 
DecoratedWindowTest
 
{

    
public
 
static
 
void
 
main
(
String
[]
 
args
)
 
{

        
// create a decorated Window with horizontal and vertical scrollbars

        
Window
 
decoratedWindow
 
=
 
new
 
HorizontalScrollBarDecorator
 
(

                
new
 
VerticalScrollBarDecorator
(
new
 
SimpleWindow
()));

        
// print the Window's description

        
System
.
out
.
println
(
decoratedWindow
.
getDescription
());

    
}

}

```

Ezen program kimenete a következő: "simple window, including vertical scrollbars, including horizontal scrollbars". Figyeljük meg, hogy a getDescription metódusa a két díszítőnek először visszaadja a díszített Window leírását, és azt díszíti egy utótaggal.

#### Második példa (kávékészítés esete)
A következő Java példa a díszítők használatát szemlélteti a kávékészítés esetén. Ebben a példában az esetünk csak a költségeket és a hozzávalókat tartalmazza.

```
// The abstract Coffee class defines the functionality of Coffee implemented by decorator

public
 
abstract
 
class
 
Coffee
 
{

    
public
 
abstract
 
double
 
getCost
();
 
// returns the cost of the coffee

    
public
 
abstract
 
String
 
getIngredients
();
 
// returns the ingredients of the coffee

}

// extension of a simple coffee without any extra ingredients

public
 
class
 
SimpleCoffee
 
extends
 
Coffee
 
{

    
public
 
double
 
getCost
()
 
{

        
return
 
1
;

    
}

    
public
 
String
 
getIngredients
()
 
{

        
return
 
"Coffee"
;

    
}

}

```

A következő osztályok tartalmazzák a díszítőket az összes Coffee(kávé) osztályra, beleértve a díszítő osztályokat magukat.
```
// absztrakt díszítő osztály, amely kiterjeszti a Coffee absztrakt osztályt

public
 
abstract
 
class
 
CoffeeDecorator
 
extends
 
Coffee
 
{

    
protected
 
final
 
Coffee
 
decoratedCoffee
;

    
protected
 
String
 
ingredientSeparator
 
=
 
", "
;

    
public
 
CoffeeDecorator
(
Coffee
 
decoratedCoffee
)
 
{

        
this
.
decoratedCoffee
 
=
 
decoratedCoffee
;

    
}

    
public
 
double
 
getCost
()
 
{
 
// implementing methods of the abstract class

        
return
 
decoratedCoffee
.
getCost
();

    
}

    
public
 
String
 
getIngredients
()
 
{

        
return
 
decoratedCoffee
.
getIngredients
();

    
}

}

// Decorator Milk that mixes milk with coffee

// note it extends CoffeeDecorator

class
 
Milk
 
extends
 
CoffeeDecorator
 
{

    
public
 
Milk
(
Coffee
 
decoratedCoffee
)
 
{

        
super
(
decoratedCoffee
);

    
}

    
public
 
double
 
getCost
()
 
{
 
// overriding methods defined in the abstract superclass

        
return
 
super
.
getCost
()
 
+
 
0.5
;

    
}

    
public
 
String
 
getIngredients
()
 
{

        
return
 
super
.
getIngredients
()
 
+
 
ingredientSeparator
 
+
 
"Milk"
;

    
}

}

// Decorator Whip that mixes whip with coffee

// note it extends CoffeeDecorator

class
 
Whip
 
extends
 
CoffeeDecorator
 
{

    
public
 
Whip
(
Coffee
 
decoratedCoffee
)
 
{

        
super
(
decoratedCoffee
);

    
}

    
public
 
double
 
getCost
()
 
{

        
return
 
super
.
getCost
()
 
+
 
0.7
;

    
}

    
public
 
String
 
getIngredients
()
 
{

        
return
 
super
.
getIngredients
()
 
+
 
ingredientSeparator
 
+
 
"Whip"
;

    
}

}

// Decorator Sprinkles that mixes sprinkles with coffee

// note it extends CoffeeDecorator

class
 
Sprinkles
 
extends
 
CoffeeDecorator
 
{

    
public
 
Sprinkles
(
Coffee
 
decoratedCoffee
)
 
{

        
super
(
decoratedCoffee
);

    
}

    
public
 
double
 
getCost
()
 
{

        
return
 
super
.
getCost
()
 
+
 
0.2
;

    
}

    
public
 
String
 
getIngredients
()
 
{

        
return
 
super
.
getIngredients
()
 
+
 
ingredientSeparator
 
+
 
"Sprinkles"
;

    
}

}

```

Íme a tesztprogram, amely létrehoz egy Coffee példányt, amely teljes mértékben díszített (azaz tejjel, habbal, permettel) és kiszámolja kávé költségét és kiírja a hozzávalóit:
```
public
 
class
 
Main
 
{

    

    
public
 
static
 
final
 
void
 
main
(
String
[]
 
args
)
 
{

	
Coffee
 
c
 
=
 
new
 
SimpleCoffee
();

	
System
.
out
.
println
(
"Cost: "
 
+
 
c
.
getCost
()
 
+
 
"; Ingredients: "
 
+
 
c
.
getIngredients
());

	
c
 
=
 
new
 
Milk
(
c
);

	
System
.
out
.
println
(
"Cost: "
 
+
 
c
.
getCost
()
 
+
 
"; Ingredients: "
 
+
 
c
.
getIngredients
());

	
c
 
=
 
new
 
Sprinkles
(
c
);

	
System
.
out
.
println
(
"Cost: "
 
+
 
c
.
getCost
()
 
+
 
"; Ingredients: "
 
+
 
c
.
getIngredients
());

	
c
 
=
 
new
 
Whip
(
c
);

	
System
.
out
.
println
(
"Cost: "
 
+
 
c
.
getCost
()
 
+
 
"; Ingredients: "
 
+
 
c
.
getIngredients
());

	
// Note that you can also stack more than one decorator of the same type

	
c
 
=
 
new
 
Sprinkles
(
c
);

	
System
.
out
.
println
(
"Cost: "
 
+
 
c
.
getCost
()
 
+
 
"; Ingredients: "
 
+
 
c
.
getIngredients
());

    
}

    

}

```

### C++
Következő példa program egy C++-os megvalósítás:
Include-ok
```
#include
 
<iostream>

#include
 
<string>

```

Absztrakt alaposztályok
```
// Az absztrakt Coffee (kávé) osztály, amely definiálja a Coffee funkcionalitását, melyet a díszítő fog megvalósítani 

struct
 
Coffee
 
{

  
virtual
 
double
 
getCost
()
 
=
 
0
;
 
// returns the cost of the coffee

  
virtual
 
std
::
string
 
getIngredients
()
 
=
 
0
;
 
// returns the ingredients of the coffee

  
virtual
 
~
Coffee
()
 
=
 
0
;

};

inline
 
Coffee
::~
Coffee
(){}

```

SimpleCoffee osztály.
```
// egy egyszerű kávé kiterjesztése extra hozzávalók nélkül

struct
 
SimpleCoffee
 
:
 
Coffee
 
{

  
double
 
getCost
()
 
{

    
return
 
1.0
;

  
}

  
std
::
string
 
getIngredients
()
 
{

    
return
 
"Coffee"
;

  
}

};

```

Díszítők
```
 

// Milk (tej) díszítő, amely tejet ad hozzá kávéhoz

struct
 
MilkDecorator
 
:
 
Coffee
 
{

public
:
 

  
MilkDecorator
(
Coffee
*
 
basicCoffee
)

    
:
basicCoffee_
(
basicCoffee
)
 
{

  
}

  
double
 
getCost
()
 
{
 
// providing methods defined in the abstract superclass

    
return
 
basicCoffee_
->
getCost
()
 
+
 
0.5
;

  
}

  
std
::
string
 
getIngredients
()
 
{

    
return
 
basicCoffee_
->
getIngredients
()
 
+
 
", "
 
+
 
"Milk"
;

  
}

private
:

  
Coffee
*
 
basicCoffee_
;

};

 

// Decorator Whip that adds whip to coffee

struct
 
WhipDecorator
 
:
 
Coffee
 
{

public
:

  
WhipDecorator
(
Coffee
*
 
basicCoffee
)

    
:
basicCoffee_
(
basicCoffee
)
 
{

  
}

  
double
 
getCost
()
 
{

    
return
 
basicCoffee_
->
getCost
()
 
+
 
0.7
;

  
}

  
std
::
string
 
getIngredients
()
 
{

    
return
 
basicCoffee_
->
getIngredients
()
 
+
 
", "
 
+
 
"Whip"
;

  
}

private
:

  
Coffee
*
 
basicCoffee_
;

};

```

Tesztprogram
```
int
 
main
()
 

{

  
SimpleCoffee
 
s
;

  
std
::
cout
 
<<
 
"Cost: "
 
<<
 
s
.
getCost
()
 
<<
 
"; Ingredients: "
 
<<
 
s
.
getIngredients
()
 
<<
 
std
::
endl
;

  
MilkDecorator
 
m
(
&
s
);

  
std
::
cout
 
<<
 
"Cost: "
 
<<
 
m
.
getCost
()
 
<<
 
"; Ingredients: "
 
<<
 
m
.
getIngredients
()
 
<<
 
std
::
endl
;

  
WhipDecorator
 
w
(
&
s
);

  
std
::
cout
 
<<
 
"Cost: "
 
<<
 
w
.
getCost
()
 
<<
 
"; Ingredients: "
 
<<
 
w
.
getIngredients
()
 
<<
 
std
::
endl
;

  
// Note that you can stack decorators:

  
MilkDecorator
 
m2
(
&
w
);

  
std
::
cout
 
<<
 
"Cost: "
 
<<
 
m2
.
getCost
()
 
<<
 
"; Ingredients: "
 
<<
 
m2
.
getIngredients
()
 
<<
 
std
::
endl
;

}

```

A program kimenete:

Cost: 1.0; Ingredients: Coffee

Cost: 1.5; Ingredients: Coffee, Milk

Cost: 1.7; Ingredients: Coffee, Whip

Cost: 2.2; Ingredients: Coffee, Whip, Milk

### Dinamikus nyelvek
A díszítő minta megvalósítható a dinamikus nyelvekkel, akár interfészekkel, akár OOP-ben hagyományos öröklődéssel.

## Fordítás
Ez a szócikk részben vagy egészben  a   Decorator pattern című angol Wikipédia-szócikk ezen változatának fordításán alapul.  Az eredeti cikk szerkesztőit annak laptörténete sorolja fel. Ez a jelzés csupán a megfogalmazás eredetét és a szerzői jogokat jelzi, nem szolgál a cikkben szereplő információk forrásmegjelöléseként.